# Argus (héraldique)
Pour les articles homonymes, voir Argus.

Exemple d'Argus.

En héraldique, un argus (nom commun) est une figure imaginaire représentant une tête humaine (généralement de carnation) couverte d'une multitude d'yeux.